# 伊祖隧道

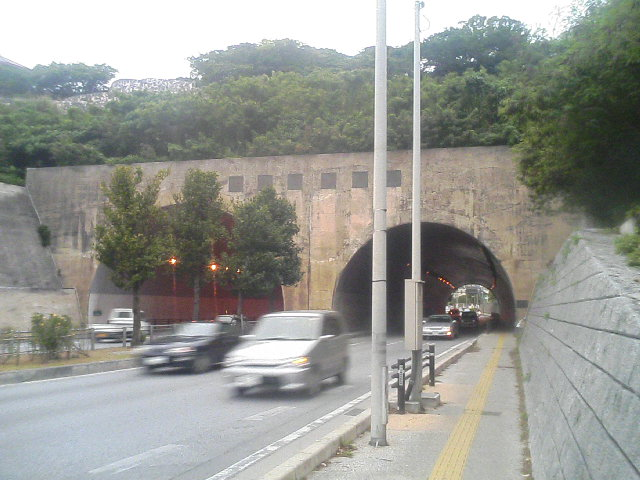
浦添大桥一侧的隧道口

伊祖隧道（日语：／）是日本国道330号上的一座公路隧道，位于沖繩縣浦添市伊祖地区，全长90米，1975年通车，是冲绳本岛中南部第一条公路隧道，也是日本第一条“眼镜隧道”。